# Thomas-Jacques Taschereau
 (juillet 2013).
Si vous disposez d'ouvrages ou d'articles de référence ou si vous connaissez des sites web de qualité traitant du thème abordé ici, merci de compléter l'article en donnant les références utiles à sa vérifiabilité et en les liant à la section « Notes et références ».
Pour les autres membres de la famille, voir Famille Taschereau.
Thomas-Jacques Taschereau, seigneur de Sainte-Marie (26 août 1680, Tours – 25 septembre 1749, Québec) est un administrateur et magistrat français, patriarche de la célèbre famille de Nouvelle-France qui porte le nom de Taschereau. Il est arrivé en Nouvelle-France en 1726 en tant que secrétaire privé de l'intendant de Nouvelle-France, Claude-Thomas Dupuy.

## Biographie
D'une famille de noblesse de robe, Thomas-Jacques Taschereau est le fils de Christophe Taschereau de Sapaillé, conseiller du roi, directeur de la Monnaie et trésorier de la ville de Tours, et de sa seconde épouse Renée Boutin.
Il accompagne comme secrétaire particulier Claude-Thomas Dupuy en 1726, alors nommé intendant de la Nouvelle-France. Il y épouse une Canadienne, Marie-Claire de Fleury de La Gorgendière, fille du colonel général Joseph de Fleury de La Gorgendière, petite-fille de Louis Jolliet, nièce de Pierre de Rigaud de Vaudreuil et belle-sœur de François-Pierre de Rigaud de Vaudreuil et de Joseph Marin de La Malgue. Il est le père de Gabriel-Elzéar Taschereau et de Marie-Anne-Louise Taschereau.
Rentré en France, il est nommé agent des trésoriers généraux de la Marine au Canada en 1732, en remplacement de Nicolas Lanoullier de Boisclerc. Il devient également conseiller au Conseil souverain de la Nouvelle-France en 1735, une des plus hautes fonctions de la colonie.
En parallèle, Taschereau s'associe en affaires dans les forges du Saint-Maurice en 1736, aux côtés de François-Étienne Cugnet, Pierre-François Olivier de Vézin, Jacques Simonet d'Abergemont et Ignace Gamelin fils. La gestion d'Olivier de Vézin mène l'entreprise à la faillite, conduisant le roi, qui avait fait le gros des avances, à la prendre sous son contrôle.
Taschereau établit la seigneurie de Sainte-Marie et développe la Nouvelle-Beauce. En effet, en 1736, le gouverneur Charles de La Boische et l'intendant Hocquart concèdent trois seigneuries voisines et de mêmes dimensions (Sainte-Marie, de Saint-Joseph et de Saint-François) à Joseph de Fleury de La Gorgendière et à ses deux gendres (Taschereau et Rigaud de Vaudreuil). La colonisation de la Nouvelle-Beauce débute en 1738 et les trois seigneurs exécutent la condition, posée par les autorités, « de faire un chemin roulant et de charette qui sera pris du bord du fleuve » jusqu'à l'île au Sapin. Taschereau concède 28 terres en moins de deux ans, formant ainsi un embryon de paroisse, tandis que les concessions de Fleury de La Gorgendière et de Rigaud de Vaudreuil constituent un noyau distinct, centré sur la chapelle de la seigneurie de Saint-Joseph. La Nouvelle-Beauce compte 262 habitants à l'automne 1739.

## Archives
- Le fonds d'archives de Thomas-Jacques Taschereau est conservé au centre d'archives de Québec de Bibliothèque et Archives nationales du Québec[3].